# Mnemosyne camerunensis
Mnemosyne camerunensis är en insektsart som beskrevs av William Lucas Distant 1907. Mnemosyne camerunensis ingår i släktet Mnemosyne och familjen kilstritar. Inga underarter finns listade i Catalogue of Life.